# Република Македонија на Европском првенству у атлетици на отвореном 2018.
Македонија је учествовала на Европском првенству у атлетици на отвореном 2018. одржаном у Берлину од 6. до 12. августа. Ово је било осмо европско првенство у атлетици на отвореном од кад је Македонија стекла своју независност. Репрезентацију Македоније представљало је двоје спортиста (1 мушкарац и 1 жена) који су се такмичили у две дисциплине.
На овом првенству представници Македоније нису освојили ниједну медаљу, нити је оборен неки рекорд.

## Учесници
| Мушкарци: - Дарио Ивановски — 1.500 м | Жене: - Дрита Ислами — 400 м препоне |  |

## Резултати

### Мушкарци
| Атлетичар       | Дисциплина | Лични рекорд | Квалификације | Квалификације | Полуфинале           | Полуфинале           | Финале               | Финале  | Детаљи |
| Атлетичар       | Дисциплина | Лични рекорд | Резултат      | Место         | Резултат             | Место                | Резултат             | Место   | Детаљи |
| --------------- | ---------- | ------------ | ------------- | ------------- | -------------------- | -------------------- | -------------------- | ------- | ------ |
| Дарио Ивановски | 1.500 м    | 3:47,13 НР   | 3:57,52       | 11. у гр. 1   | Није се квалификовао | Није се квалификовао | Није се квалификовао | 33 / 34 |        |

### Жене
| Атлетичар    | Дисциплина    | Лични рекорд | Квалификације | Квалификације | Полуфинале            | Полуфинале            | Финале                | Финале  | Детаљи |
| Атлетичар    | Дисциплина    | Лични рекорд | Резултат      | Место         | Резултат              | Место                 | Резултат              | Место   | Детаљи |
| ------------ | ------------- | ------------ | ------------- | ------------- | --------------------- | --------------------- | --------------------- | ------- | ------ |
| Дрита Ислами | 400 м препоне | 59,33        | 1:02,23       | 21. у кв.     | Није се квалификовала | Није се квалификовала | Није се квалификовала | 33 / 33 |        |